# Friedrich Adolf von Kalckreuth

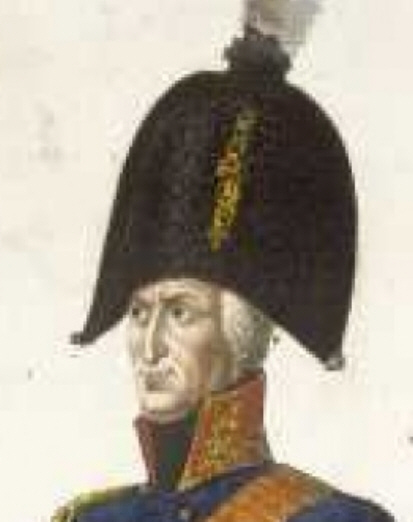
Friedrich Adolf von Kalckreuth.

Friedrich Adolf von Kalckreuth, född den 22 februari 1737, död den 10 juni 1818, var en preussisk greve och militär. Han var farfar till Stanislaus von Kalckreuth och farfars far till Leopold von Kalckreuth.
von Kalckreuth, som sedan 1790 var generallöjtnant, utmärkte sig under kriget med Frankrike, särskilt vid belägringen av Mainz 1793, vilken stad han tvingade att kapitulera. År 1795 blev han överbefälhavare över trupperna i Pommern och 1806 guvernör i Thorn och Danzig samt kavallerigeneral. Efter preussiska arméns nederlag vid Jena och Auerstädt (14 oktober 1806) erhöll han överbefälet och därmed det kinkiga uppdraget att leda dess återtåg. År 1807 övertog han kommandot i det av fransmännen belägrade Danzig, men tvingades den 24 maj samma år dagtinga. Utnämnd till fältmarskalk avslöt han i Tilsit den 25 juni samma år ett vapenstillestånd med Berthier och 12 juli en ogynnsam konvention om de militära fredsbestämmelsernas utförande. År 1810 blev han guvernör i Berlin. Dictées du feldmaréchal Kalckreuth gavs ut 1844 av sonen Friedrich Ernst Adolf Karl von Kalckreuth (1790–1873), vilken även gjorde sig känd genom en samling dramatiska dikter (2 band, 1824).